# 롄훠 고속공로

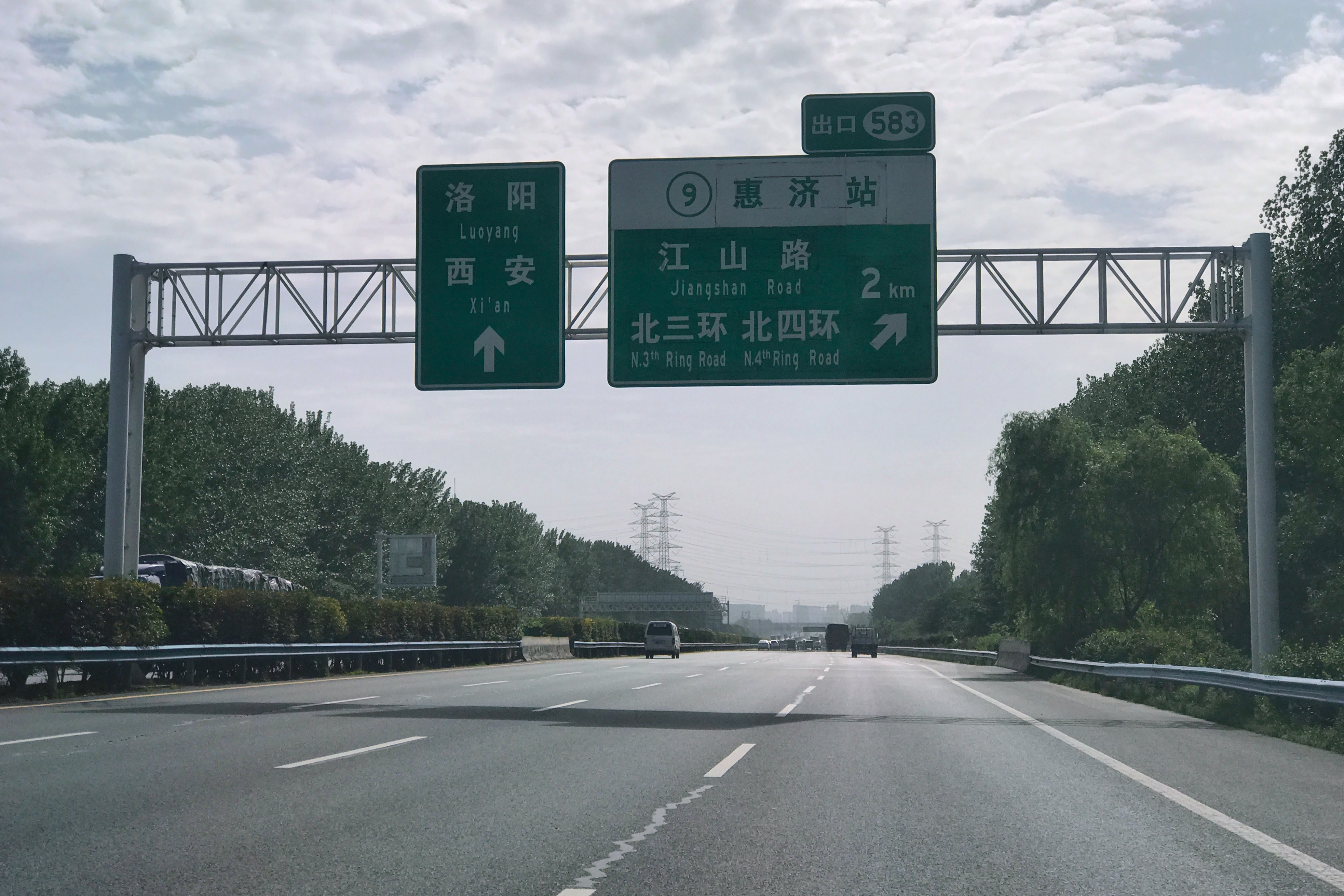
허난성 정저우시 후이지구의 근처 나들목으로 빠져 나가게 되는 길목

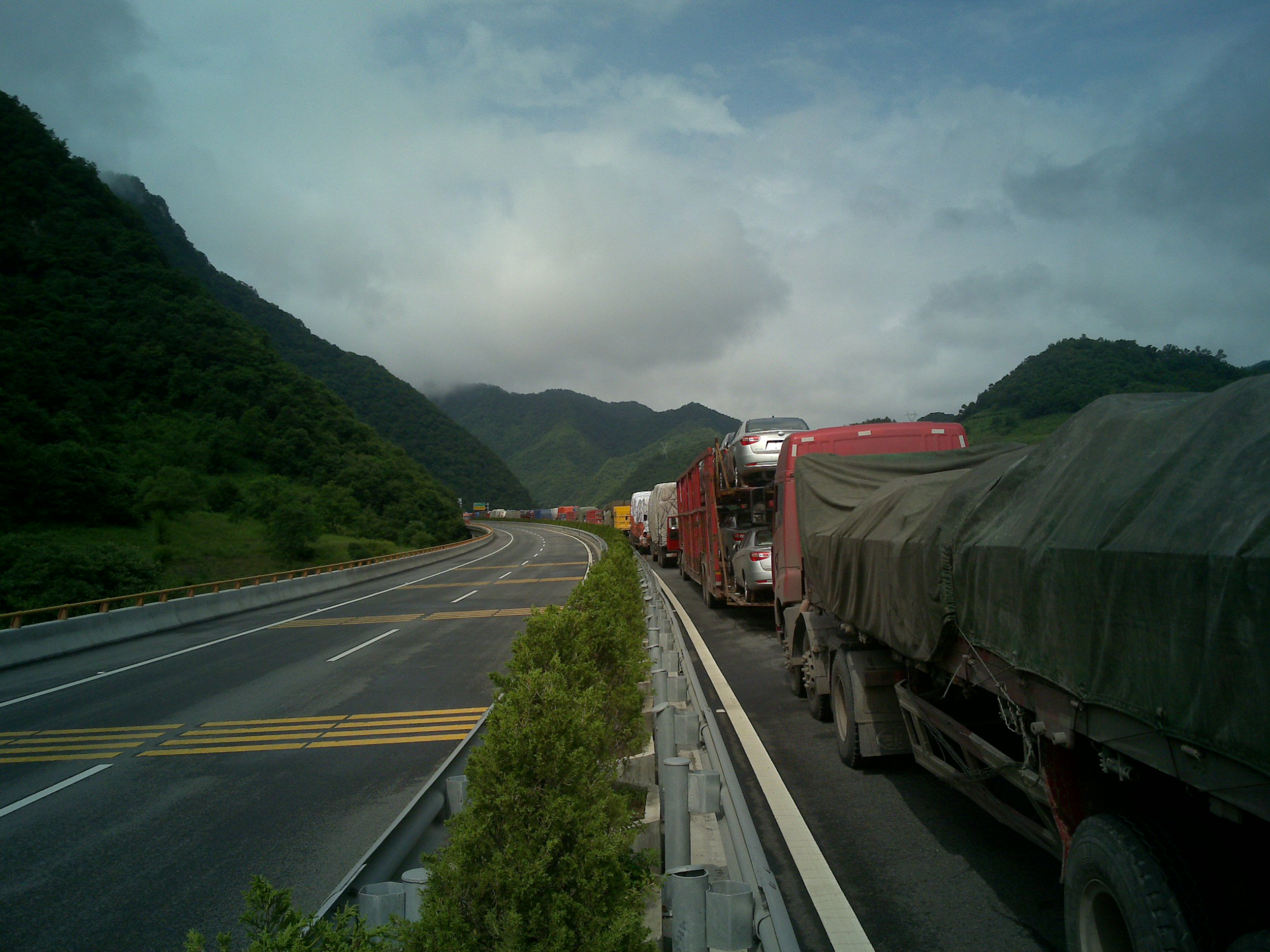
간쑤성 일대에서 상행선을 중심으로 정체 현상이 지속되고 있는 모습

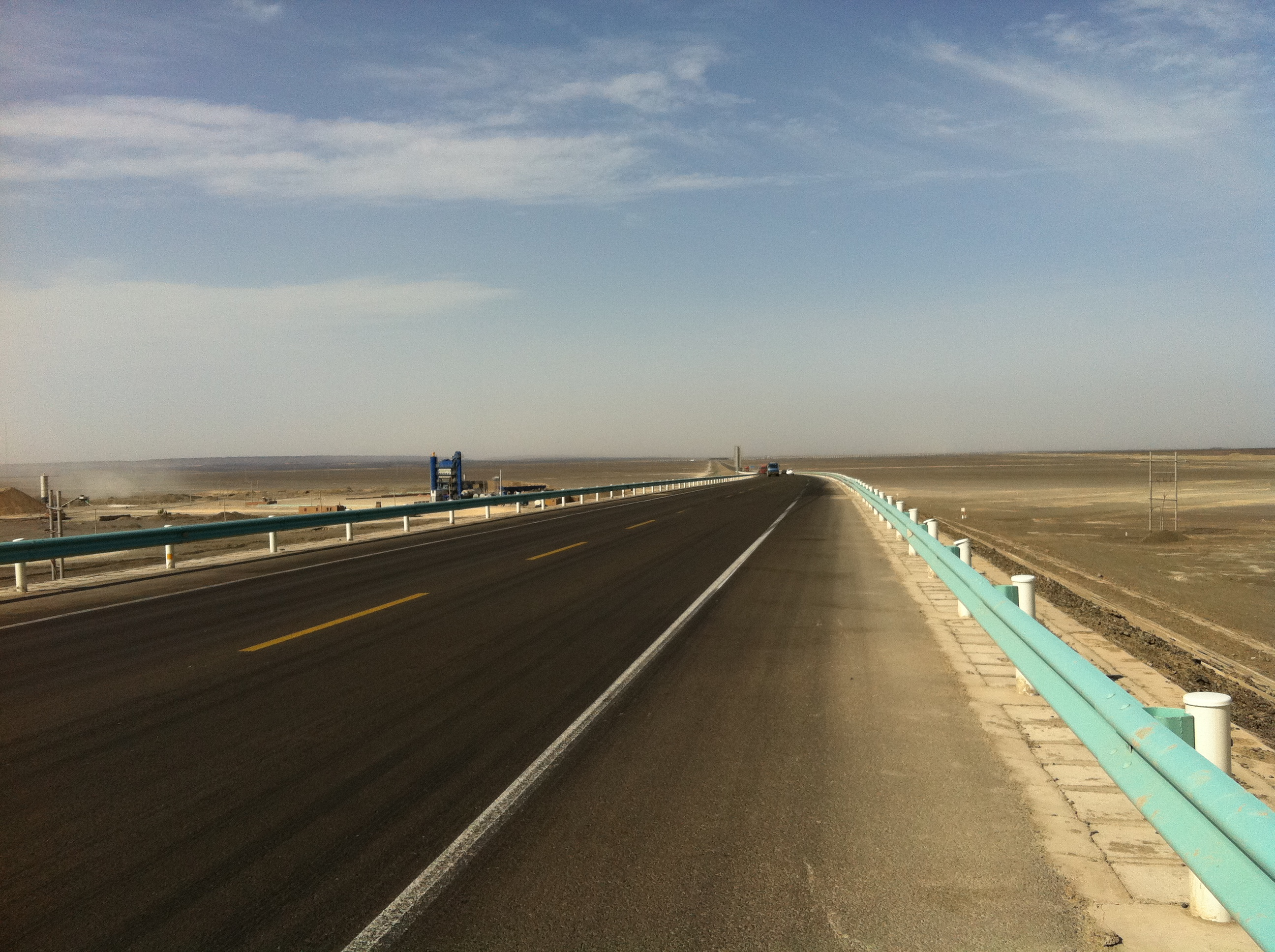
신장 위구르 자치구를 관통하고 있는 롄훠 고속공로

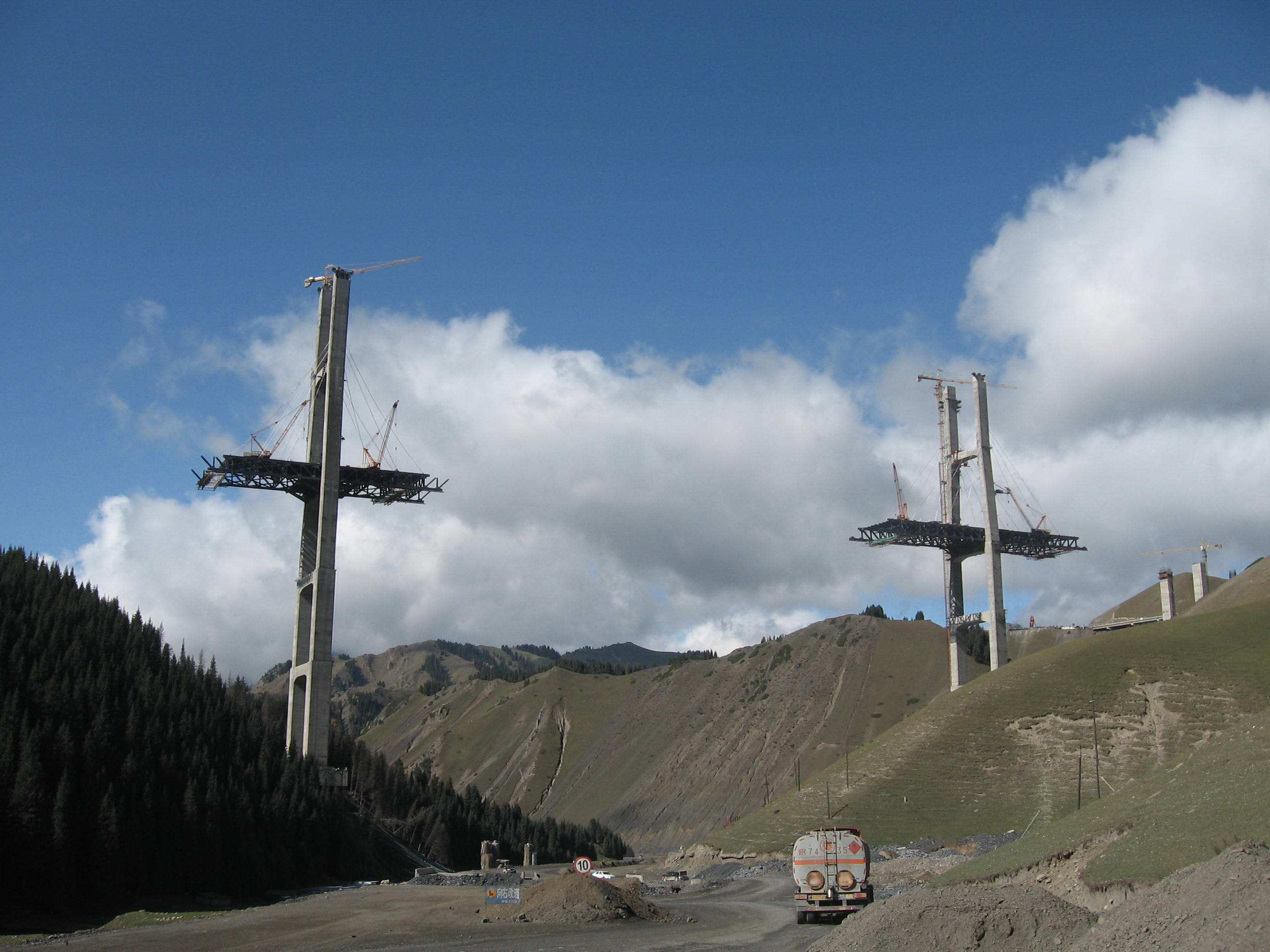
신장 일대의 한 교량 건설 현장. 현재 이 다리는 공사가 진행되어 있는 상태이기도 하다.

롄훠 고속공로(중국어 간체자: 连霍高速公路, 정체자: 連霍高速公路, G30 Lianyungang–Khorgas Expressway)는 중화인민공화국의 고속도로로, 총 연장은 4,395 km를 이룬다. 주요 경로를 살펴 보면 장쑤성 롄윈강시에서 신장 위구르 자치구 훠얼궈쓰시 훠청현까지 이어준다. 그래서 이 고속공로가 카자흐스탄의 국경까지 건너오게 되기도 하며, 중화인민공화국 내부에 놓여 있는 고속도로 노선 번호 중 부 번호 없이 단일형 숫자 노선으로는 최장거리로 이룬다. 그래서 황해에서 카자흐스탄 국경을 건너 유럽까지 이어주게 되는 고속도로 노선이기도 하다. 통과하고 있는 성, 자치구 등의 지역을 보면 장쑤성, 안후이성, 허난성, 산시성, 간쑤성, 신장 위구르 자치구 등 6개의 성 및 자치구가 있다. 
또한 롄윈강시에서 시안시까지의 구간은 아시안 하이웨이 34호선()의 100% 구간으로 이루고 있는 반면, 서쪽의 시안시에서 훠얼궈쓰시까지의 구간은 아시안 하이웨이 5호선()의 일부를 이루고 있으며, 추가적으로 우루무치시에서 퉈커쉰현 사이의 구간은 아시안 하이웨이 4호선()의 일부를 이룬다.
그러니까 장쑤와 신장을 이어주기도 하는 하서주랑의 일부를 이루기도 하는 매우 중요한 경로 중의 하나이기도 하며, 전 구간에 걸쳐 국도 제312호선과 나란히 병주하고 있다.
그 외에도 유럽 고속도로 012호선과의 접촉할 가능성이 잠재적으로 높은 고속공로 중의 하나이다.

## 주요 경유지
해당 고속도로는 다음과 같은 도시들을 경유한다.
- 장쑤성 : 롄윈강시, 쑤저우시
- 허난성 : 상추시, 카이펑시, 정저우시, 뤄양시, 싼먼샤시
- 산시성 : 웨이난시, 시안시, 바오지시
- 간쑤성 : 톈수이시, 란저우시, 우웨이시, 장예시, 주취안시
- 신장 위구르 자치구 : 하미시, 투루판시, 우루무치시, 창지시, 스허쯔시, 훠얼궈쓰시

## 사고
2013년 2월 1일, 허난성 싼먼샤시의 이창 대교에서 교량 관련 붕괴 사고가 발생되었다. 해당 사고는 화물차에 실린 폭죽이 폭발하자마자 교량이 붕괴되면서 13명이 숨지고 9명이 다쳤다. 해당 사고 당시에는 차량 20여대가 30여 미터 아래의 지면으로 추락하였으며, 교량 전체의 160m 중 80m 가량이 무너지면서 일어난 것으로 보인다.

## 통과하고 있는 도로
※ 통과하는 도로 중에서 성도, 현도 등은 목록에서 별도로 기재하지 않는다.

### 고속도로
- 창선 고속공로(중국어판)
- 징후 고속공로
- 화쉬 고속공로(중국어판)
- 징타이 고속공로
- 더샹 고속공로(중국어판)
- 지광 고속공로(중국어판)
- 르란 고속공로(중국어판)
- 다광 고속공로(중국어판)
- 징강아오 고속공로
- 시안 요성 고속공로(중국어판)
- 얼광 고속공로(중국어판)
- 닝뤄 고속공로(중국어판)
- 후베이 고속공로(중국어판)
- 위란 고속공로(중국어판)
- 린싱 고속공로(중국어판)
- 시안 순환 고속공로(중국어판)
- 바오마오 고속공로(중국어판)
- 푸인 고속공로(중국어판)
- 징쿤 고속공로
- 유쿤 고속공로(중국어판)
- 스톈 고속공로(중국어판)
- 칭란 고속공로(중국어판)
- 란저우 순환 고속공로(영어판)
- 징짱 고속공로(중국어판)
- 딩우 고속공로(중국어판)
- 우진 고속공로
- 류꺼 고속공로(중국어판)
- 징신 고속공로(중국어판)
- 투허 고속공로
- 우루무치 순환 고속공로(중국어판)
- 쿠이아 고속공로(중국어판)
- 징아 고속공로(영어판)
- 칭이 고속공로(중국어판)

### 국도
- 국도 제228호선
- 국도 제310호선
- 국도 제311호선
- 국도 제104호선
- 국도 제206호선
- 국도 제105호선
- 국도 제106호선
- 국도 제107호선
- 국도 제207호선
- 국도 제246호선
- 국도 제108호선
- 국도 제210호선
- 국도 제312호선
- 국도 제244호선
- 국도 제316호선
- 국도 제109호선
- 국도 제215호선
- 국도 제314호선
- 국도 제216호선
- 국도 제217호선
- 국도 제218호선

## 도로 표지판

중국어, 위구르어 네이밍이 같이 표시되어 있는 G30 표지판
언어 코드가 아예 없는 G30 표지판
중국어 이름만 존재하게 되는 G30 표지판

## 같이 보기
- 아시안 하이웨이 34호선
- 국도 제312호선 (중국) - 해당 국도는 중국판 미국 66번 국도로, 중국의 어머니 도로로 알려져 옴.